# Hrvatski Leskovac
Hrvatski Leskovac (1900-ig Leskovac, majd 1921-ig Stupnički Leskovac) falu Zágráb közigazgatási területén Horvátországban, a főváros déli részén. Ma Zágráb Novi Zagreb – zapad városnegyedéhez tartozik.

## Fekvése
Zágráb városközpontjától 10 km-re délnyugatra, a Száva előterében fekvő síkságon, az A1-es és az A3-as autópályák csomópontjától délre fekszik. 

## Története
A település már a 18. században is létezett. Az első katonai felmérés térképén „Leskovacz” néven található. 1890-ben 49, 1910-ben 22 lakosa volt. Zágráb vármegye Szamobori járásához tartozott. 1910-ben lakosságának 55%-a magyar, 45%-a horvát anyanyelvű volt. 1941 és 1945 között a Független Horvát Állam része volt, majd a szocialista Jugoszlávia fennhatósága alá került. 1991-től a független Horvátország része. 1991-ben lakosságának 93%-a horvát nemzetiségű volt. 2011-ben 2687 lakosa volt.

## Gazdaság
Gyógyszeripar és építőipar, takarmánygyár, másodlagos nyersanyagok feldolgozása.

## Népessége
| Lakosság változása | Lakosság változása | Lakosság változása | Lakosság változása | Lakosság változása | Lakosság változása | Lakosság változása | Lakosság változása | Lakosság változása | Lakosság változása | Lakosság változása | Lakosság változása | Lakosság változása | Lakosság változása | Lakosság változása | Lakosság változása |
| ------------------ | ------------------ | ------------------ | ------------------ | ------------------ | ------------------ | ------------------ | ------------------ | ------------------ | ------------------ | ------------------ | ------------------ | ------------------ | ------------------ | ------------------ | ------------------ |
| 1857               | 1869               | 1880               | 1890               | 1900               | 1910               | 1921               | 1931               | 1948               | 1953               | 1961               | 1971               | 1981               | 1991               | 2001               | 2011               |
| 0                  | 0                  | 0                  | 49                 | 27                 | 22                 | 71                 | 49                 | 419                | 554                | 944                | 1.147              | 1.643              | 1.836              | 2.453              | 2.687              |

(1857 és 1880 között lakosságát Demerjéhez számították.)

## Nevezetességei
Szent József tiszteletére szentelt római katolikus kápolnája és a kármelhegyi szerzetesnővérek kolostora.

## Kultúra
- „MI Tamburica” együttes tamburazenekar, egyházi és klasszikus zenei kórus. 35 éve végzik tevékenységüket és nagyszámú különböző nemzedékbeli tagot gyűjtöttek össze.

- A Dom Hrvatski Leskovac a falu kulturális központja, ahol különféle rendezvényeket, színházi előadásokat szerveznek.

## Oktatás
Mivel a település gyermekei korábban három iskolába jártak, és legfeljebb 4. osztályos korig járhattak itt iskolába, a 4. osztály után pedig Brezovicába vagy Lučkóba kellett járniuk szükségessé vált egy új iskolaépület építése. Végül 2019-ben épült meg a hrvatsko leskovaci általános iskola, így most a gyerekek saját településükre járnak iskolába.

## Sport
Az NK Hrvatski Leskovac labdarúgóklubot 1979-ben alapították. A csapat a zágrábi 2. ligában szerepel.